# Azerbeidzjaanse Sovjetencyclopedie

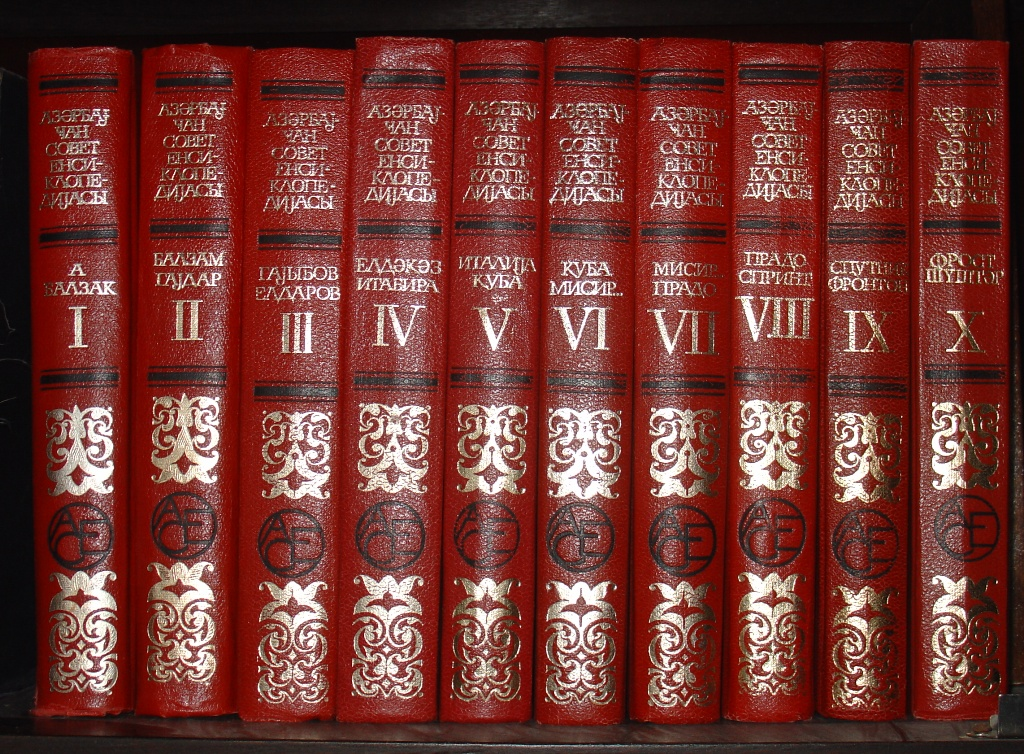
Azerbeidzjaanse Sovjetencyclopedie

De Azerbeidzjaanse Sovjetencyclopedie (ASE) (Azerbeidzjaans: Azərbaycan Sovet Ensiklopediyası (ASE); Cyrillisch: Азәрбајҹан Совет Енсиклопедијасы (АСЕ)) was een van de grootste en meest uitgebreide encyclopedieën in het Azerbeidzjaans en werd van 1976 tot 1987 uitgegeven door de nationale academie van wetenschappen van de Azerbeidzjaanse Socialistische Sovjetrepubliek. Elk jaar werd een deel uitgegeven. De hoofdredacteuren waren Rasul Rza en Jemil Quliyev.
Het plan was om een speciale editie gewijd aan Azerbeidzjan te publiceren na de eigenlijke 10 delen, maar als gevolg van de toenemende politieke problemen en de moeilijke economische situatie is dat niet doorgegaan.

## Lijst van de delen en hun publicatiejaar
1. Deel I, 1976
2. Deel II, 1978
3. Deel III, 1979
4. Deel IV, 1980
5. Deel V, 1981
6. Deel VI, 1982
7. Deel VII, 1983
8. Deel VIII, 1984
9. Deel IX, 1986
10. Deel X, 1987